# 中山市朗
中山 市朗（なかやま いちろう、1959年 - ）は、兵庫県朝来市竹田出身の日本の小説家、放送作家。映像作家や小説家などを育成する私塾「中山市朗作劇塾」の塾頭。

## 経歴
- 1982年、大阪芸術大学映像計画学科卒業。当初は映画監督に憧れ、和泉聖治監督の『魔女卵』などの助監督を務める。1984年、黒澤明監督の日仏合作『乱』の制作が本格的に動き出したと同時に、その現場の様子をメイキング映像として記録し、かつビデオソフトとして販売することを目的とした企画をヘラルド・エース、黒澤プロダクションに売り込み、黒澤組に初のビデオ班を設けさせ、自ら演出として現場に入った。これは日本映画初の本格的なメイキング制作のプロジェクトであった。ヘラルドポニー『メイキング・オブ・乱』、公開日に放送されたフジテレビ『男たちの乱、女たちの乱』に使われた映像は、このとき記録された膨大な映像の一部である。
- 1990年、木原浩勝との共著で、『新・耳・袋〜あなたの隣の怖い話』（扶桑社）を出版し、作家デビュー。この頃から放送作家として『爆笑BOOING』『恐怖の百物語』『百綺夜想』（いずれも関西テレビ）や『歴史バラエティ』（NHK）などを手掛ける。1998年、『新・耳・袋』が『新耳袋・現代百物語』としてメディアファクトリーより復刊。これを第一夜とし、二夜以後は書き下ろしとなり、2005年まで全十夜のシリーズとして刊行される。『新耳袋』は現代の怪異談を百物語形式で収録され、その後の実話系怪談の草分け的存在となり、江戸時代の百物語を現代に蘇らせ、Jホラーブームの原点ともなった。また、本シリーズはTBSよりドラマ化、映画化がなされ、キングレコードから『怪談新耳袋』として、DVDが発売されている。
- 1999年、小説家の京極夏彦、文芸評論家の東雅夫、そして木原、中山により怪談文化復興を旗印に『怪談之怪』を結成。ゲストを招いての座談会、怪談会、投稿怪談の添削などの活動が『ダ・ヴィンチ』誌上で掲載された。2007年、長編実話系怪談『怪異実聞録・なまなりさん』（メディアファクトリー）を出版。『新耳袋』では封印していた呪い祟りがテーマの実録ものであった。怪談とは語りが本来の形、であるという思いから、ライブや動画配信などを積極的にこなしている。その語りを元にした『怪談狩り　市朗百物語』（KADOKAWA/メディアファクトリー）も2014年に出版された。
- 2016年7月30日より9月11日の間、大阪道頓堀の目抜き通り、中座食いだおれビルの地下にお化け屋敷「中山市朗監督・人形塚の家」を開催。同時に、お化け屋敷内に十畳間を作り、36夜連続怪談会「怪談の魔」を自らのホストで公演。作家の牧野修、田辺青蛙、竹内義和、西浦和也、評論家の唐沢俊一、怪談家のありがとうぁみ、芸人のガリガリガリクソン、松原タニシ、映画監督の大木ミノルなどのべ31人のゲストを招致し、のべ約70時間に及ぶ怪談会を行った。
- オカルト研究家でもあり、『京都魔界巡礼団』（CS京都+KTV）などの演出、構成、ナビゲーターを担当。京都三大奇祭のひとつ『牛祭り』などの貴重な取材映像を残している。著書では、聖徳太子の謎を小説形式で提示した木原浩勝との共著『捜聖記』（角川書店）や『聖徳太子・四天王寺の暗号』（ハート出版）を出版している。自ら立ち上げた「古代史探偵団」の団長である。あくまで関西にこだわり、様々な文化が発祥した大阪にこそ人材が必要と、クリエーター養成塾を立ち上げ塾頭としても奮闘している。

## エピソード
- 大学の卒業制作として、モノクロの16ミリ映画を自らの監督で、兵庫県の故郷近辺でのロケを敢行。このとき、村の俯瞰図を撮ろうと山道に入り、その先で世にも奇妙な無人の牧場を目撃した。このエピソードをエッセイスト竹内義和が『誠のサイキック青年団』等のラジオ番組や東雅夫監修の『文藝百物語』などで披露。この話は京都府の大江山のことであるとして話題となり広まったが、『新耳袋・第四夜』(2000年)に「山の牧場に関する十の話」としてまとめられ、中山の体験談として改めてその詳細が明らかにされた。牧場の場所は著作では明らかにされていないが、一部マニアは自ら探し出し発見したという人たちもいて、単なる牧場跡に過ぎないとする反論もある。また、『映画秘宝』『新耳袋・殴り込み』『不思議ナックルズ』『誠のおまえら行くな。』などが独自取材し、それぞれが独特の解釈を試みている。なお、小説家の菊地秀行は、この山の牧場のエピソードは「文章で読んだ恐怖譚の最高傑作である」と『第四夜』のあとがきに記している。
- 2010年11月26日、道頓堀ZAZAでトークイベント「中山市朗　Dark Night Vol、1」を開催。ゲストで出演していた小説家・田辺青蛙が持参したいわくのある市松人形を披露したおり、人形が声を発するとしいう怪異が起こり、出演者はもちろん、その場にいた観客、スタッフたち100人近くがそれを直に聞き凍りついたという。人形はその後も次々と奇妙なエピソードを撒き散らしながら、現在も田辺の手元にある。この様子は田辺が『楽しき我が家』(MF文庫)のなかで短編小説として発表し、中山自身もたびたびライブなどで語っている。また、TBSらじこん配信『幽怪案内』にて、そのときに撮られた映像を公開している。2015年4月19日放送のフジテレビ系『ニュースな晩餐会』で、田辺、中山のインタビューに、ライブの映像が取り上げられ、人形の音声解析も行われた。解析によると「人間の声紋。女性か子供の、生命の危機にある状態の叫び声」と結論づけられた。
- 中山本人は数々の怪異に見舞われながら、自らは何も感じないことを自覚していて、ある深夜の怪奇スポットの取材に同行していた漫画家・伊藤三巳華から「午前0時のさわやかウィンドウ」という名前をつけられた。怪談と霊感は関係ない、というのが中山の主張である。

## 作品

### 著作
木原浩勝と共著
- 『新・耳・袋〜あなたの隣の怖い話』1990年　扶桑社
- 現代百物語『新耳袋』第一夜　1998年　メディアファクトリー
文庫版『新耳袋』第一夜　現代百物語　2002年　角川文庫
- 現代百物語『新耳袋』第二夜　1998年　メディアファクトリー
文庫版『新耳袋』第二夜　現代百物語　2003年　角川文庫
- 現代百物語『新耳袋』第三夜　1998年　メディアファクトリー
文庫版『新耳袋』第三夜　現代百物語　2003年　角川文庫
- 現代百物語『新耳袋』第四夜　1999年　メディアファクトリー
文庫版『新耳袋』第四夜　現代百物語　2003年　角川文庫
- 現代百物語『新耳袋』第五夜　1999年　メディアファクトリー
文庫版『新耳袋』第五夜　現代百物語　2004年　角川文庫
- 現代百物語『新耳袋』第六夜　2000年　メディアファクトリー
文庫版『新耳袋』第六夜　現代百物語　2004年　角川文庫
- 現代百物語『新耳袋』第七夜　2001年　メディアファクトリー
文庫版『新耳袋』第七夜　現代百物語　2005年　角川文庫
- 現代百物語『新耳袋』第八夜　2002年　メディアファクトリー
文庫版『新耳袋』第八夜　現代百物語　2005年　角川文庫
- 現代百物語『新耳袋』第九夜　2003年　メディアファクトリー
文庫版『新耳袋』第九夜　現代百物語　2006年　角川文庫
- 現代百物語『新耳袋』第十夜　2004年　メディアファクトリー
文庫版『新耳袋』第十夜　現代百物語　2006年　角川文庫
- 『怖い日曜日』　1999年　メディアファクトリー
- 『怖い日曜日・赤い使者編』　2000年　メディアファクトリー
- 『捜聖記』　2001年　角川書店

### 共著
- 『怪談之怪之怪談』（京極夏彦、東雅夫、木原浩勝との共著）　2003年7月、メディアファクトリー（ダ・ヴィンチ・ブックス）
- 『怪談の学校』（京極夏彦、東雅夫、木原浩勝との共著）　2006年2月、メディアファクトリー（ダ・ヴィンチ・ブックス）
- 『飛鳥昭雄×中山市朗・聖徳太子対談』　2016年3月、学研プラス（ムー・スーパー・ミステリー・ブックス）

### アンソロジー
- 『怪談実話系・書き下ろし怪談競作集』　2008年6月、MF文庫ダ・ヴィンチ　「怪談BAR」
- 『怪談実話系2・書き下ろし怪談競作集』　2009年6月、MF文庫ダ・ヴィンチ　「怪談BAR2」
- 『怪談実話系4・書き下ろし怪談競作集』　2010年6月、MF文庫ダ・ヴィンチ　「怪談BAR3」
- 『怪談―黄泉からの招待状』　2012年7月、新潮文庫　「屍女」
- 『怪談実話コロシアム・群雄割拠の上方編』　2014年2月、MF文庫ダ・ヴィンチ　「千日前怪談縁起」

### 単著
- 『妖怪現わる〜現代妖怪談義』　1994年　遊タイム出版
- 『怪異実聞録・なまなりさん』　2007年　メディアファクトリー
文庫版『怪異実聞録・なまなりさん』　2009年　MF文庫
- 『聖徳太子・四天王寺の暗号』　2013年　ハート出版
- 『怪談狩り 市朗百物語』　2014年　KADOKAWA/メディアファクトリー
- 文庫版『怪談狩り 市朗百物語』　2016年　角川ホラー文庫
- 『怪談狩り 赤い顔 市朗百物語』　2014年　KADOKAWA/メディアファクトリー
- 文庫版『怪談狩り 赤い顔　市朗百物語』　2016年　角川ホラー文庫
- 『怪談狩り・四季異聞録』2014年　KADOKAWA
- 文庫版『怪談狩り　禍々しい家』　2017年　角川ホラー文庫
- 『聖徳太子の「未来記」とイルミナティ』2017年　学研プラス

### こども怪談シリーズ
- 『しんみみぶくろ 妖怪モノノケBOX』　メディアファクトリー
- 『しんみみぶくろ 幽霊屋敷ノート』　メディアファクトリー
- 『しんみみぶくろ 狐と狸のバケ合戦』　メディアファクトリー
- 『しんみみぶくろ 心霊写真アルバム』　メディアファクトリー
- 『しんみみぶくろ 幽霊学級』　メディアファクトリー
- 『学校怪談 本当にあったコワイ話』　角川つばさ文庫
- 『学校怪談2 本当にあったコワイ話』　角川つばさ文庫
- 『学校怪談3 本当にあったコワイ話』　角川つばさ文庫

### コミック原作
- 『コミック新耳袋』　メディアファクトリー
- 『コミック新耳袋 2001』　メディアファクトリー
- 『コミック新耳袋 2002』　メディアファクトリー
- 『コミック新耳袋 実話が怖い 2003』　メディアファクトリー
- 『コミック新耳袋 2004 初夏』　メディアファクトリー
- 『コミック新耳袋 2004 盛夏』　メディアファクトリー
- 『コミック新耳袋 2004 冬』　メディアファクトリー
- 『コミック新耳袋 2005 初夏』　メディアファクトリー
- 『コミック新耳袋 2005 盛夏』　メディアファクトリー
- 『コミック新耳袋 2007』　メディアファクトリー
- 『闇に棲む音』　メディアファクトリー
- 『エレベーターの闇』　メディアファクトリー
- 『ある夏の日の……』　メディアファクトリー
- 『来訪者』　メディアファクトリー
- 『面影』　メディアファクトリー
- 『家』　メディアファクトリー
- 『ミミの怪談』　漫画・伊藤潤二　メディアファクトリー
- 『実話怪談新耳袋 さびしそうな犬』　メディアファクトリー
- 『安い家』　漫画・ささやななえこ　メディアファクトリー
- 『怪異実聞録なまなりさん』　漫画・千乃ナイフ　メディアファクトリー
- 『怪談百物語 新耳袋第一夜』　集英社・ホームコミック
- 『怪談百物語 新耳袋第二夜』　集英社・ホームコミック
- 『怪談百物語 新耳袋第三夜』　集英社・ホームコミック
- 『コミック特盛 新耳袋 夏号』　集英社・ホームコミック
- 『コミック特盛 新耳袋 秋号』　集英社・ホームコミック
- 『コミック特盛 新耳袋アトモス』　集英社・ホームコミック

## 出演作品

### レギュラー番組
- 『バーチャル百物語』（ラジオ大阪）
- 『京都魔界巡礼団』（CS京都+関西テレビ）構成、出演
- 『京都魔界案内』（CS京都+関西テレビ）構成、出演
- 『心霊タクシー』『心霊タクシー2』（CS京都+関西テレビ）
- 『中山市朗・怪談の間』（奈良テレビ）
- 『我ら魔界探偵団』（SNO Ustream）構成、出演
- 『幽怪案内』（TBSらじこん）
- 『中山市朗・怪チャンネル』（AbemaTV FRESH！）月二怪配信中

### 出演
- 『誠のサイキック青年団・心霊スペシャル』（ABCラジオ）
- 『ビートたけしのTVタックル・超常現象バトル』（テレビ朝日）
- 『奇跡体験!アンビリバボー』（フジテレビ）
- 『トゥナイト2』（テレビ朝日）「関西心霊三都物語・神戸、大阪、京都編」
- 『乗ってけ! 誠タクシー 心霊スポットスペシャル』（関西テレビ）
- 『北野誠のありえな〜い』（GyaO　配信番組）
- 『溜池NOW』（GyaO　配信番組）「すべらない怪談話Vol1.1~3」
- 『しょこ♥リータ』（テレビ東京）「ホラリータ・ナイト」
- 『アイドリング!!!夏休みリング!!!』（フジテレビ）
- 『アイドリング!!!怪談リング!!!』（フジテレビ）
- 『ザ・ベストハウス123』（フジテレビ）「ビデオに映った恐怖!戦慄の心霊映像BEST3の解説
- 『最恐!怪談夜話』（NHKBS2）
- 『最恐!怪談夜話2010』（NHKBS2）
- 『茶屋町怪談倶楽部』（MBSラジオ）
- 『北野誠のおまえら行くな。』（エンタメ〜テレ）
- 『ニュースな晩餐会』（フジテレビ）
- 『北野誠の茶屋町怪談ラジオ２０１６』（MBSラジオ）
- 『実話怪談倶楽部』（フジテレビｏｎｅ）
- 『北野誠の茶屋怪談ラジオ2017』（MBSラジオ）

### 出演映画
- 『新怪談裸女大虐殺・化け猫魔界少女拳』（山田誠二監督）
- 『新怪談必殺地獄少女拳・吸血ゾンビと妖怪くノ一大戦争』（山田誠二監督）
- 『怪怪怪　映像で見せる恐怖の実話怪談』（中山市朗監修）

### トークライブ
- 「Dark Night」（大阪道頓堀ZAZAを本拠地としたライブ。テーマは怪談、古代史、オカルトなど）
- 「世界不思議紀行」（ロフトプラスワン・ウエストを本拠地としたトークライブ。レギュラーゲストは『月刊ムー』三上丈晴編集長
- 「怪談の魔」（2016年7月30日～9月4日、10日）
- 「怪談の壇」（2017年5月28日～） 怪談師育成、スカウトのための怪談イベント　千日前「千日亭」